# 神夢想林崎流
神夢想林崎流（しんむそうはやしざきりゅう）は、
1. 林崎重信（林崎甚助）が開いた居合術の流派。本記事で記す。
2. 林崎新夢想流の弘前藩に伝わった系統。→林崎新夢想流を参照。

居合の始祖とされる林崎甚助が開いた居合術（抜刀術）の流派。林崎流、林崎夢想流とも呼ばれる（ただし、林崎甚助自身は、この流派名を称していない。林崎自身には居合を実戦に使うという考えは無く、体術、剣術などの鍛錬の為に創ったのではという説もある）。多くの居合流派の源流にあたる。特徴としては、必ず稽古には設対者（相手）を置き、三尺三寸の刀を以て、敵の九寸五分の小刀にて突く前を切止る修行を行う。

## 流祖
我が国居合の祖と仰がれる、流祖・林崎甚助重信はおよそ四百五十年前、永禄2年（1559年）林之明神に百ヶ日参篭を誓願し、家伝の大剣三尺二寸三分を腰に帯し抜刀を日夜錬磨した。満願の暁、夢中に林之明神示現し抜刀の秘術卍抜を授けられる。出口修練の奥旨を悟り、居合の秘奥を開眼したとされる。
　のち、各地を遊歴、鹿島、香取の武林に入り研鑽した。鹿島の塚原卜傳先生より鹿島新當流最高秘技卜傳一之太刀の秘法を授けられ神明夢想林崎流を開創したとされる。

## 居合の極意
神速応変の出口（抜付）は一瞬の間に在り、敵気を感じない出口（抜付）は間が抜けた死太刀となり、武技にあらず。居合の生命は電瞬にあり。変化自在の妙、剣禅一味の応無剣を至極としている。
“腰刀三尺三寸を以て九寸五分に勝つ事 柄口六寸の勝ちの妙不思議の極意、一国一人の相伝なり。
腰刀三尺三寸三毎（毒）則ち三部なり。但、脇差九寸五分は九燿五銘（鈷）の内証なり。
敵味方と成る事は、是れ亦前生の業感なり。生死一體、戦場浄土なり。此の如き観則ち現世に大聖摩利支天尊の加護を蒙り来世成仏の縁を成ずるの事豈に疑い有らん哉。” 「居合根源之巻」の一節より

## 現状
現在、弘前藩伝の小野派一刀流剣術に併伝されている居合も神夢想林崎流という流名だが、これは一宮流系の林崎新夢想流の系統のものである。また、同じく一宮流系の林崎新夢想流が、現在は林崎夢想流と称している。
林崎甚助の郷里である山形県村山市には林崎重信を祀る林崎居合神社がある。